# The Summit (miniserie)
The Summit is een Canadese miniserie uit 2008 onder regie van Nick Copus.

## Inhoud
In Cúcuta, Colombia, maakt de ambitieuze journaliste Leonie Adderly een documentaire onder de naam “Roses and Chocolate”, waarin ze het leven van de jonge Maria Puerto onder de loep neemt. De knappe Colombiaanse kent een verleden als FARC-strijdster, maar heeft de communistische, revolutionaire organisatie de rug toegekeerd na de dood van haar echtgenoot. Haar zoon Paco en het als vakbondsleidster organiseren van de bloemenarbeiders zijn de enige zaken die haar bestaan nog zin geven. Als de aan lupus lijdende Paco met een handvol andere zieke jongeren wordt ontvoerd, begint Maria zonder aarzeling aan een achtervolging die eindigt op een afgelegen plek waar ze pijnlijk moet toezien hoe de vijf anderen zonder pardon worden geëxecuteerd. Haar verwoede pogingen om Paco te redden kunnen niet voorkomen dat haar tienerzoon binnen 48 uur in haar armen bezwijkt aan de gevolgen van een dodelijk virus. Een verdrietige moeder moet haar zoon op de brandstapel werpen om verspreiding van het virus te vermijden.
Toronto, Canada, staat aan de vooravond van een belangrijke G8-top waar twee confronterende partijen hun nieuwste plannen willen doordrukken. De premier van Canada, Richard Adderly, wil middels een humanitaire belastingheffing de mondiale armoede bestrijden, een plan dat op veel weerstand stuit van de Amerikanen. De president van de Verenigde Staten, P.J. Aimes, wil koste wat kost zijn ITAC-plannen aan de aanwezige regeringsleiders ‘verkopen’, een voor de andere landen uiterst omstreden voorstel om het terrorisme op grote schaal uit te roeien. Adderly geniet onder meer de steun van zijn stafchef Charlie Narayan, terwijl de heerlijke journaliste Rebecca Downy – nota bene een collega van zijn dochter Leonie – hem de nodige ontspanning op het persoonlijke vlak biedt. Aimes ervaart tegelijkertijd vooral de trouwe diensten van zijn rechterhand Robin Levy, waarnaast Ellie Bruckner, hoofd van de National Security Agency, hem het nodige gevoel van veiligheid verschaft. Andere regeringsleiders – onder wie de Britse premier Ian Greene, de Nigeriaanse president Seko, de Russische president Sergi, de Franse president Pascal, de Duitse kanselier Fredericka en de premiers van Japan en Italië – spelen slechts een onbeduidende rol in het kat-en-muisspel van twee buurlanden die het wereldtoneel gebruiken voor hun onderlinge vete.
Na Paco’s dood lijkt de angstige Maria haar leven niet meer zeker, waarna haar strijdersmentaliteit de enige uitweg uit de troosteloze anonimiteit kan betekenen en ze zich met een monster van Paco’s bloed naar Toronto begeeft om wraak te nemen op de meedogenloze daders. De jonge vrouw besluit alsnog de uitnodiging te accepteren van haar vriendin Leonie, die haar documentaire op de alternatieve G8-top wil vertonen om haar boodschap onder de aandacht te brengen. In Cúcuta doodt terrorist Jorge dokter Klaus ter bescherming van een luguber complot. Maria zoekt contact met het Center for Disease Control in Bogota, waar Danny Winston haar telefonisch in verbinding brengt met Thom Lightstone van het CDC in Atlanta, VS. Thom snelt direct naar de hoofdstad van Colombia om met zijn collega de oorsprong van het uiterst besmettelijke virus te achterhalen en een vaccin te vinden dat besmette patiënten van een gewisse dood te redden. Jorge zorgt er weldra voor dat Danny nauwelijks van nut zal zijn in de strijd tegen een mogelijk biologische ramp van wereldformaat.
Maria arriveert per vliegtuig in Ohio, VS, waar inspecteur Brimlow na een shoot-out voor een uitdagend raadsel staat. Leonie ontvlucht de drukte van de G8-top om Maria op te halen en naar een motel te brengen, waar de latina het monster met besmet bloed in de badkamer onder de wastafel verbergt. Middels de satelliettelefoon van dokter Klaus tracht Maria wanhopig contact te leggen met Icarus Pharmaceutcals, het medisch concern van de machtige Michael Merchant dat verantwoordelijk is voor de abrupte dood van haar zoon. De Russische Zuzanna Vrobova wil de smerige praktijken van haar baas aan banden leggen, spreekt in het geheim af met de ‘terroriste’ en toont Maria het bewijs dat een vuil complot heeft veroorzaakt dat haar zoon op jonge leeftijd heeft moeten sterven. De veiligheidsdienst ruimt de vrouwelijke verklikker vervolgens zonder pardon op in een stilstaand voertuig.
Leonie weet zich ondertussen in een tweestrijd tussen enerzijds haar ambities als journaliste en anderzijds haar zoektocht naar erkenning van haar vader. Jale Kante speelt een voorname rol in haar documentaire, waarbij ze de Afrikaan tijdens de publieke vertoning wil gebruiken als toonbeeld hoe het een arme ziel eveneens kan vergaan. De dappere, rossige vrouw overtuigt haar invloedrijke vader hem een visum te geven, zodat hij zonder problemen tot de alternatieve G8-top kan worden toegelaten. Richard vreest voor zijn positie als staatshoofd, maar wil zijn geliefde dochter graag een dienst bewijzen. Tijdens een gevecht in het motel moet Leonie afrekenen met een nogal persistente Wilcox, die van zijn werkgever Bruckner de taak heeft gekregen om een gevaarlijke ‘terroriste’ op te sporen en aan de autoriteiten over te dragen. De journaliste doodt de ongenode gast met het glazen omhulsel van Paco’s bloed, maar beseft niet dat ze zichzelf hiermee een zeer dodelijk virus toedient en de reputatie van haar vader op losse schroeven zet. Stafchef Charlie bezwijkt later zelfs aan de besmetting die hij via de bloedmooie dochter van zijn baas heeft opgelopen.
Zowel de politiek als de media zijn ervan overtuigd dat Maria met het dodelijke pokkenvirus op weg is naar de G8-top om haar gram te halen. Ziektebestrijder Thom houdt zich naast zijn zoektocht naar Maria in het bijzonder bezig met het vinden van een tegengif voor een biologisch wapen dat door de voormalige Sovjet-Unie ontwikkeld blijkt. Bruckner, hoofd van de veiligheidsdienst, zet het leger in om het virus in handen te krijgen, waarmee ze haar dubbelrol in een honds complot uit wanhoop tracht te verbergen. Generaal Stevens, kolonel Chuck Chadsworth en technicus Demchuk kiezen Thom’s zijde, waardoor de machtsmisbruikster alle hoop moet vestigen op de daadkrachtige handelingen van haar trouwe hulp Tate en diens knechten Danny en Mason. De G8-top nadert voor en achter de schermen met rasse schreden een ontknoping die de wereld voorgoed kan veranderen.

## Cast
- Mía Maestro - Maria Puerto
- Israel Alzamora - Paco Puerto
- Bruce Greenwood - Richard Adderly
- Rachelle Lefevre - Leonie Adderly
- Raoul Bhaneja - Charlie Narayan
- Lisa Ray - Rebecca Downy
- K.C. Collins - Jale Kante
- Christopher Plummer - P.J. Aimes
- Rachael Crawford - Robin Levy
- Wendy Crewson - Ellie Bruckner
- Stephen McHattie - Tate
- James Purefoy - Thom Lightstone
- Noah Huntley - Danny Wilson
- Peter MacNeill - Michael Merchant
- Krista Bridges - Zuzanna Vrobova
- Nigel Bennett - Ian Greene
- Neil Crone - generaal Stevens
- Rob Stewart - Chuck Chadsworth (kolonel)
- Matt Gordon - Demchuk (technicus)
- Philip Shepherd - Dr. Klaus
- James Purcell - inspecteur Brimlow
- Adam Sinclair - Wilcox
- Lucky Ejim - president Seko (Nigeria)
- Nicu Branzea - president Sergi (Rusland)
- Pierre Alcide - president Pascal (Frankrijk)
- Kristina Nicoll - kanselier Fredericka (Duitsland)
- Denis Akiyuma - premier Japan
- Michael A. Miranda - premier Italië
- Mark Thomas - Lawrence Slingsby
- Linlyn Lue - Irene Babiak
- Michael McNaughton - agent Emerson
- Dan Le Sac - Dan Le Sac
- Lori Hallier - Ditchburn
- Mac Fyfe - Fred
- Peter Spence - Phil